# Дымша, Адольф
Адольф Ды́мша, также «Додек» (пол. Adolf Dymsza, „Dodek”, наст. фамилия Багиньский; 7 апреля 1900 года, Варшава — 20 августа 1975 года, Гура-Кальвария, Польша) — польский актёр театра, кино и кабаре.
Родился в семье железнодорожника. После окончания торговой школы он работал в канцелярии нотариуса. С 1918 г. начал выступать на сцене. Похоронен на варшавском кладбище Воинское Повонзки.

## Избранная фильмография
- 1924 — Любовь сквозь огонь и кровь / Miłość przez ogień i krew
- 1926 — Красный паяц / Czerwony błazen
- 1929 — Полицмейстер Тагеев / Policmajster Tagiejew
- 1930 — Штабс-капитан Губанев / Sztabskapitan Gubaniew
- 1930 — Корыстная любовь / Niebezpieczny romans
- 1930 — Ветер с моря / Wiatr od morza
- 1930 — Мораль пани Дульской / Moralność Pani Dulskiej
- 1930 — Янко-музыкант / Janko Muzykant
- 1932 — Уланы, уланы... / Ułani, ułani, chłopcy malowani
- 1932 — Стометровка любви / Sto metrów miłości
- 1933 — Ромео и Юлечка / Romeo i Julcia
- 1933 — Прокурор Алиция Горн / Prokurator Alicja Horn
- 1933 — Двенадцать стульев / Dvanáct křesel / Dwanaście krzeseł
- 1933 — Каждому можно любить / Każdemu wolno kochać
- 1934 — Парад резервистов / Parada rezerwistów
- 1935 — Азбука любви / ABC miłości
- 1935 — Вацусь / Wacuś
- 1935 — Антек-полицмейстер / Antek Policmajster
- 1936 — Додек на фронте / Dodek na froncie
- 1936 — Болек и Лёлек / Bolek i Lolek
- 1936 — 30 каратов счастья / 30 karatów szczęścia
- 1937 — Недотёпа / Niedorajda
- 1938 — Павел и Гавел / Paweł i Gaweł
- 1938 — Роберт и Бертран / Robert i Bertrand
- 1939 — Спортсмен поневоле / Sportowiec mimo woli
- 1948 — Моё сокровище / Skarb
- 1953 — Дело, которое надо уладить / Sprawa do załatwienia
- 1955 — Ирена, домой! / Irena do domu!
- 1956 — Необыкновенная карьера / Nikodem Dyzma
- 1959 — Кафе «Минога» / Cafe pod Minogą
- 1962 — Мой старик / Mój stary
- 1967 — Арена
- 1969 — Соль чёрной земли / Sól ziemi czarnej
- 1970 — Пан Додек / Pan Dodek